# 18841 Hruška
18841 Hruška è un asteroide della fascia principale. Scoperto nel 1999, presenta un'orbita caratterizzata da un semiasse maggiore pari a 2,5867556 UA e da un'eccentricità di 0,0799465, inclinata di 15,40024° rispetto all'eclittica.